# Campylocheta nasellensis
Campylocheta nasellensis là một loài ruồi trong họ Tachinidae.